# Wolraad Woltemade
Wolraad Woltemade (Hessen-Schaumburg, rond 1708 - voor de kust bij Kaapstad, 1 juni 1773) was een Zuid-Afrikaanse boer die beroemd werd door zijn reddingsactie waarmee hij de zeelieden van het aan lagerwal geraakte en in de monding van de Zoutrivier in nood geraakte schip De Jonge Thomas wist te redden.
Woltemade was in het Duitse hertogdom Hessen-Schaumburg geboren en emigreerde naar de Kaapkolonie die onder bewind stond van de Vereenigde Oostindische Compagnie in Kaapstad. Hij zette een boerderij op waar hij koeien hield.
Wolraad Woltemade was toevallig aanwezig toen een Nederlands schip voor de kust in moeilijkheden geraakte en op een zandbank in tweeën brak.
Korporaal Christian Ludwig Woltemade, de jongste zoon van Wolraad moest de orde op het strand bewaken. De menigte daar was vooral in jutten geïnteresseerd. Men zag werkeloos toe hoe de zeelieden van het op een zandbank geworpen schip tevergeefs probeerden om tegen de stroom in het strand te bereiken. Vader Wolraad, die zijn zoon opzocht, zag een oplossing: hij reed met zijn paard, volgens een overlevering "Vonk" geheten, de zee in en riep de zeelui toe dat zij de staart van het dier moesten grijpen. Zo werden in zeven tochten door het water veertien zeelieden gered. Tijdens de achtste tocht trokken acht wanhopige drenkelingen het uitgeputte paard en de ruiter onder water.
Van de 191 opvarenden overleefden 53 de scheepsramp.
De VOC zag in Wolraad een held en zijn weduwe ontving een pensioen. Men richtte een standbeeld voor hem op. Later werden een wijk in Kaapstad en een onderscheiding, het Woltemade Kruis naar hem genoemd. Zijn portret stond op de keerzijde van de Union of South Africa King's Medal for Bravery die in 1939 werd ingesteld.